# 中国2010年上海世界博览会爱尔兰馆
中国2010年上海世界博览会爱尔兰馆是2010年上海世博会上代表爱尔兰的展馆，位于世博园区C片区，占地面积为2500平方米。爱尔兰馆的主题是“城市空间及人民都市生活的演变”。
爱尔兰馆由五个长方体的展区组成，且这些展区位于不同的平面，它们之间通过倾斜的走道相互连接。建筑外墙是由玻璃和聚碳酸酯板构成的半透明结构，使外面的游客也能看到展馆内的游客。